# 384 Burdigala
384 Burdigala è un asteroide della fascia principale del diametro medio di circa 36,93 km. Scoperto nel 1894, presenta un'orbita caratterizzata da un semiasse maggiore pari a 2,6520233 UA e da un'eccentricità di 0,1481820, inclinata di 5,60351° rispetto all'eclittica.
L'asteroide è dedicato all'antico nome di Bordeaux, città luogo della scoperta.